# Sing: Thriller
Sing: Thriller ist ein US-amerikanischer Computeranimationskurzfilm aus dem Jahr 2024, der von Garth Jennings inszeniert und geschrieben wurde. Der Film ist eine Hommage an Michael Jacksons ikonischen Song „Thriller“ und spielt in der Welt der beliebten „Sing“-Filmreihe. Er wurde im Auftrag durch Netflix von Illumination Entertainment produziert und am 16. Oktober 2024 exklusiv auf Netflix veröffentlicht. Bei der Vertonung der einzelnen Charakter in der Originalfassung wirkten unter anderem Matthew McConaughey als Buster Moon, Tori Kelly als Meena, Taron Egerton als Johnny, Nick Kroll als Gunter und Scarlett Johansson als Ash mit.

## Handlung
Die Theatergruppe bestehend aus Buster Moon, Gunther, Meena, Johnny und Ash führen eine Show zu Halloween in ihrem Theater auf. Nach der Show haben sie vor zu Clay Calloways (ein Löwe aus Sing 2) Halloween-Party zu gehen, werden aber zunächst von einer Straßensperrung durch eine Explosion in einem Chemielabor aufgehalten. Schließlich schafften sie es doch noch zu dem Haus von Clay Calloway. Allerdings ist von der Partymenge niemand zu sehen. Als Ash an der Tür des Hauses klingelt wird sie von Calloway erschreckt und fällt nach hinten um, wobei sie die Anderen mit umreist. Jetzt tauchen auch die anderen Partygäste auf. Sie wurden alle von einem mysteriösen Schleim aus dem Chemielabor, welcher jetzt überall auf dem Grundstück verteilt ist, in Zombies verwandelt. Gunter, Meena, Johnny und Ash kamen ebenfalls beim Fall mit dem Schleim in Berührung und wurden verwandelt. Jetzt führen sie alle eine Choreografie auf, welche auf dem Kurzfilm/Musikvideo „Michael Jackson´s Thriller“ basiert. Buster Moon und Miss Crawly, welche nicht infiziert wurden, versuchen über den anliegenden See zu flüchten, werden aber von einem riesigen, ebenfalls in einen Zombie verwandelten, Tintenfisch überrascht. Als dieser „angreift“, stellt sich heraus, dass alles ein Traum von Buster Moon war, welcher kurz nach der Aufführung im Theater in Ohnmacht viel, weil er von einem Kürbis getroffen wurde, welcher von einem Regal fiel.

## Hauptcharaktere
| Rollenname  | Original-Synchronsprecher (Englisch) | Deutsche Synchronsprecher | Tierart           |
| ----------- | ------------------------------------ | ------------------------- | ----------------- |
| Ash         | Scarlett Johansson                   | Ilona Otto                | Stachelschwein    |
| Buster Moon | Matthew McConaughey                  | Karlo Hackenberger        | Koala             |
| Meena       | Tori Kelly                           | Maximiliane Häcke         | Indischer Elefant |
| Gunter      | Nick Kroll                           | Christian Gaul            | Schwein           |
| Miss Crawly | Garth Jennings                       | Katrin Fröhlich           | Leguan            |
| Johnny      | Taron Egerton                        | Patrick Baehr             | Gorilla           |

## Bewertungen
Bei IMDb erhielt der Kurzfilm aus 2820 Bewertungen einen Durchschnitt von 6,6/10. Außerdem ist Sing: Thriller der am meisten angesehene Animationsfilm auf Netflix im 2. Halbjahr 2024.